# U 450
U 450 war ein von der Kriegsmarine im Zweiten Weltkrieg eingesetztes U-Boot vom Typ VII C. Während seiner vier Unternehmungen in seiner fünfzehnmonatigen Einsatzzeit gelangen keinerlei Versenkungen oder -Beschädigungen feindlicher Schiffe. Das U-Boot wurde am 18. Juli 1944 im Mittelmeer vor Ostia beim alliierten Brückenkopf Anzio von mehreren alliierten Zerstörern schwer getroffen und kurz darauf selbstversenkt. Sämtliche 51 Besatzungsmitglieder gerieten in britische Kriegsgefangenschaft.

## Bau und Ausstattung
U 450 hatte an der Oberfläche eine Wasserverdrängung von 769 t und unter Wasser 871 t. Es war insgesamt 67,1 m lang, 6,2 m breit, 9,6 m hoch mit einem 50,5 m langen Druckkörper und hatte einen Tiefgang von 4,74 m. Das in den Danziger Schichau-Werken gebaute U-Boot wurde von zwei Viertakt-Dieselmotoren F46 mit je 6 Zylindern und Ladegebläse der Kieler Germaniawerft mit einer Leistung von 2060 bis 2350 kW, bei Unterwasserbetrieb mit zwei Elektromotoren GU 460/8–27 von AEG mit einer Leistung von 550 kW angetrieben. Es hatte zwei Antriebswellen mit zwei 1,23 m großen Schiffsschrauben. Das Boot war zum Tauchen bis in Tiefen von 230 m geeignet.
Das U-Boot erreichte an der Oberfläche Geschwindigkeiten von bis zu 17,7 Knoten und unter Wasser bis zu 7,6 Knoten. Aufgetaucht konnte das Boot bei 10 Knoten bis zu 8500 Seemeilen weit fahren, untergetaucht bei 4 Knoten bis zu 80 Seemeilen. U 450 war mit fünf 53,3-cm-Torpedorohren – vier am Bug und eins am Heck – und vierzehn Torpedos, einer 8,8-cm-Kanone SK C/35 mit 220 Schuss Munition, einer 3,7-cm-FlaK M42 18/36/37/43 und zwei 2-cm-FlaK C/30 ausgestattet.
Das U-Boot trug auf beiden Seiten des Turms den auf eine Zeichnung von Hans Kossatz zurückgehenden Schwertfisch der 9. Flottille. An der Vorderseite war das Crew-Zeichen des Offiziersjahrgangs des Kommandanten aufgemalt: eine Machete vor einem Palmwedel.

## Mannschaft
Die Mannschaftsstärke des U-Boots betrug 44 bis 60 Mann. Bei seiner letzten Fahrt waren es 51 Mann.

## Einsätze
Nach seiner Indienststellung wurde U 450 unter dem Kommando des in Elberfeld geborenen Oberleutnants zur See Kurt Böhme (1917–1984, von der Crew 37b) ab 12. September 1942 erprobt und diente dann bis zum 31. Mai 1943 bei der 8. U-Flottille in Danzig mit Fahrten in weitere Ostseehäfen als Ausbildungsboot. Vom 20. Mai 1943 bis zum 27. Mai 1943 wurde das U-Boot in Kiel für die erste Unternehmung ausgerüstet.
Am 27. Mai 1943 verließ das nun der 9. U-Flottille zugeteilte U 450 den Kieler Hafen und wurde am 29. Mai 1943 in Kristiansand aufgetankt, um von dort am 30. Mai 1943 zu seiner ersten Feindfahrt im Nordatlantik und Mittelatlantik aufzubrechen. Am 15. Juni wurde es von U 645 mit Treibstoff versorgt. Das U-Boot konnte keine Schiffe versenken und wurde selbst durch einen Fliegerangriff schwer beschädigt. U 450 musste die Unternehmung abbrechen und lief am 22. Juni 1943 in den Hafen von Brest (Finistère) ein.
Am 18. September lief das in Stand gesetzte U-Boot aus Brest zu seiner nächsten Feindfahrt aus, musste jedoch mehrmals wegen verschiedener Schäden zurückkehren. Erst am 17. Oktober 1943 gelang der endgültige Aufbruch. Der Befehl lautete, die von den Briten schwer bewachte Straße von Gibraltar zu überwinden und ins Mittelmeer vorzustoßen. Gemeinsam mit vier weiteren U-Booten wurde dieser Durchbruch am 30. Oktober 1943 vorgenommen, doch gelang dies nur U 450 und dem von Herbert Brünning kommandierten U 642, während die übrigen drei U-Boote verloren gingen. Hans Hornkohls U 566 wurde von einem Flugzeug schwer beschädigt und musste an der spanischen Küste bei Vigo selbstversenken. Die Besatzung fuhr am 31. Oktober 1943 mit dem Zug zurück nach Brest. Claus-Peter Carlsens U 732 wurde von britischen Flugzeugen und zwei Zerstörern versenkt, wobei 19 Mann gefangen genommen wurden und die übrigen 31 starben. U 340 unter Hans-Joachim Klaus wurde von drei britischen Kriegsschiffen schwer beschädigt und musste ebenfalls vor der spanischen Küste selbstversenken, wobei ein Mann aus ungeklärten Gründen ertrank. Bereits an Bord eines spanischen Fischerboots und darüber zunächst noch voller Freude, wurde die Besatzung dann doch von der britischen Sloop Fleetwood gefangen genommen. U 450 dagegen operierte nun im westlichen Mittelmeer, ohne feindliche Schiffe versenken oder beschädigen zu können. Am 8. November lief es in Toulon ein. Als das U-Boot in der Touloner Werft lag, wurde diese von alliierten Fliegern schwer bombardiert, so dass zwei Besatzungsmitglieder umkamen und im Boot die Batterien zerstört und die Bugrohre zerrissen wurden. Die Reparaturen dauerten bis in den Februar 1944.

## Letzter Einsatz und Ende
Am 4. Februar lief das U-Boot wieder aus Toulon aus, musste jedoch wegen eines Brandes an der Hauptschalttafel umkehren. Am 6. Februar 1944 ging ein Mann bei hohem Seegang über Bord und ertrank; am selben Tag traf das Boot wieder in Toulon ein. Am 14. Februar war es soweit startklar, dass es erneut auslaufen konnte und sich zum Seegebiet beim alliierten Brückenkopf von Anzio aufmachte. Am 10. März 1944 befand sich U 450 im Mittelmeer südlich von Ostia, das von Anzio etwa 43 km entfernt ist, und schoss einen Torpedofächer auf feindliche Kriegsschiffe ab, doch alle Torpedos verfehlten ihr Ziel. Sofort darauf wurde es auf Tauchfahrt von den britischen Zerstörern Blankney, Blencathra, Brecon und Exmoor sowie dem US-amerikanischen Zerstörer Madison mit Wasserbomben angegriffen und gegen 5.50 Uhr so schwer getroffen, dass viel Wasser ins U-Boot eindrang. Mit Mühe gelang es trotzdem, aufzutauchen, doch das Boot kam unter Beschuss durch die Feindschiffe. Dennoch konnten alle 51 Mann U 450 unverletzt verlassen, und das Boot wurde im Anschluss selbstversenkt. Die im Wasser Schwimmenden wurden von den britischen Zerstörern an Bord genommen und gerieten so allesamt in britische Kriegsgefangenschaft. Noch am selben Tag wurden sie nach Neapel gebracht. Der Kommandant Kurt Böhme und die beiden Wachoffiziere Schager und Gottfriedsen wurden zunächst nach Afrika und nach den Verhören zur dauerhaften Internierung nach Kanada gebracht, während andere nach England überführt und dort in einem Combined Services Detailed Interrogation Centre verhört wurden. Zur dauerhaften Internierung wurden diese Gefangenen – einschließlich des leitenden Ingenieurs Oberleutnant (Ing.) Klein – in die USA gebracht, doch wurden manche (wie überhaupt viele der deutschen Kriegsgefangenen in den USA) nach 1945 noch in Großbritannien gefangen gehalten. Alle kehrten in den Jahren von 1945 bis 1948 nach Deutschland zurück, die meisten 1947.
U 450 gehört zu den sehr wenigen deutschen U-Booten des Zweiten Weltkrieges, bei denen die gesamte Besatzung eine Versenkung im Verlauf eines Gefechts unverletzt überstand und alle auch die Kriegsgefangenschaft überlebten. Allerdings waren bei vorherigen Einsätzen insgesamt drei Besatzungsmitglieder im Juni 1943 und Februar 1944 ums Leben gekommen.